# Marion Rolland
Marion Rolland (Saint-Martin-d'Hères, 17 oktober 1982) is een Franse voormalige alpineskiester. Ze nam eenmaal deel aan de Olympische Winterspelen, maar behaalde geen medaille.

## Carrière
Rolland maakte haar wereldbekerdebuut in januari 2004 tijdens de afdaling in Haus im Ennstal. Ze stond nog nooit op het podium van een wereldbekerwedstrijd. In 2009 behaalde ze een vijfde plaats op de afdaling op de wereldkampioenschappen alpineskiën.
Op de Olympische Winterspelen 2010 nam Rolland deel aan de Olympische afdaling. Na amper 4 seconden maakte ze een stevige val en moest ze de wedstrijd al staken.

## Resultaten

### Titels
Frans kampioene afdaling - 2005, 2008

### Olympische Spelen
| Jaar | Plaats    | Resultaten   |
| ---- | --------- | ------------ |
| 2010 | Vancouver | DNF Afdaling |

### Wereldkampioenschappen
| Jaar | Plaats                 | Resultaten                                   |
| ---- | ---------------------- | -------------------------------------------- |
| 2009 | Val-d'Isère            | 5e Afdaling 16e Super-G 18e Super-Combinatie |
| 2011 | Garmisch-Partenkirchen | 20e Afdaling 21e Super G                     |
| 2013 | Schladming             | Afdaling · 22e Super G                       |

### Wereldbeker

#### Eindklasseringen
| Seizoen   | Algm | AD  | SG  | SC  |
| --------- | ---- | --- | --- | --- |
| 2004/2005 | 85e  | 37e | -   | -   |
| 2006/2007 | 125e | 50e | -   | -   |
| 2007/2008 | 84e  | 36e | -   | 38e |
| 2008/2009 | 49e  | 18e | 32e | 46e |
| 2009/2010 | 30e  | 9e  | 32e | -   |
| 2010/2011 | 32e  | 16e | 24e | -   |
| 2011/2012 | 23e  | 6e  | 17e | -   |
| 2012/2013 | 27e  | 11e | 23e | –   |
| 2014/2015 | 87e  | 36e | 48e | –   |